# Grande grammatica italiana di consultazione
La Grande grammatica italiana di consultazione è una grammatica italiana in tre volumi pubblicata fra il 1988 e il 1995 e curata da Lorenzo Renzi, Giampaolo Salvi e Anna Cardinaletti. La sua caratteristica fondamentale è di essere prettamente descrittivista: la comprensione della grammatica non è affidata alla definizione di regole, ma all'esposizione di numerosissimi esempi per qualsiasi questione grammaticale, indicando per ciascun uso se sia generalmente percepito come accettabile, inaccettabile o dubbio.
Nel 2022 l'opera è stata ripubblicata, sotto forma di ristampa anastatica aggiornata, dall'editore libreriauniversitaria.it.